# Museo di San Caprasio

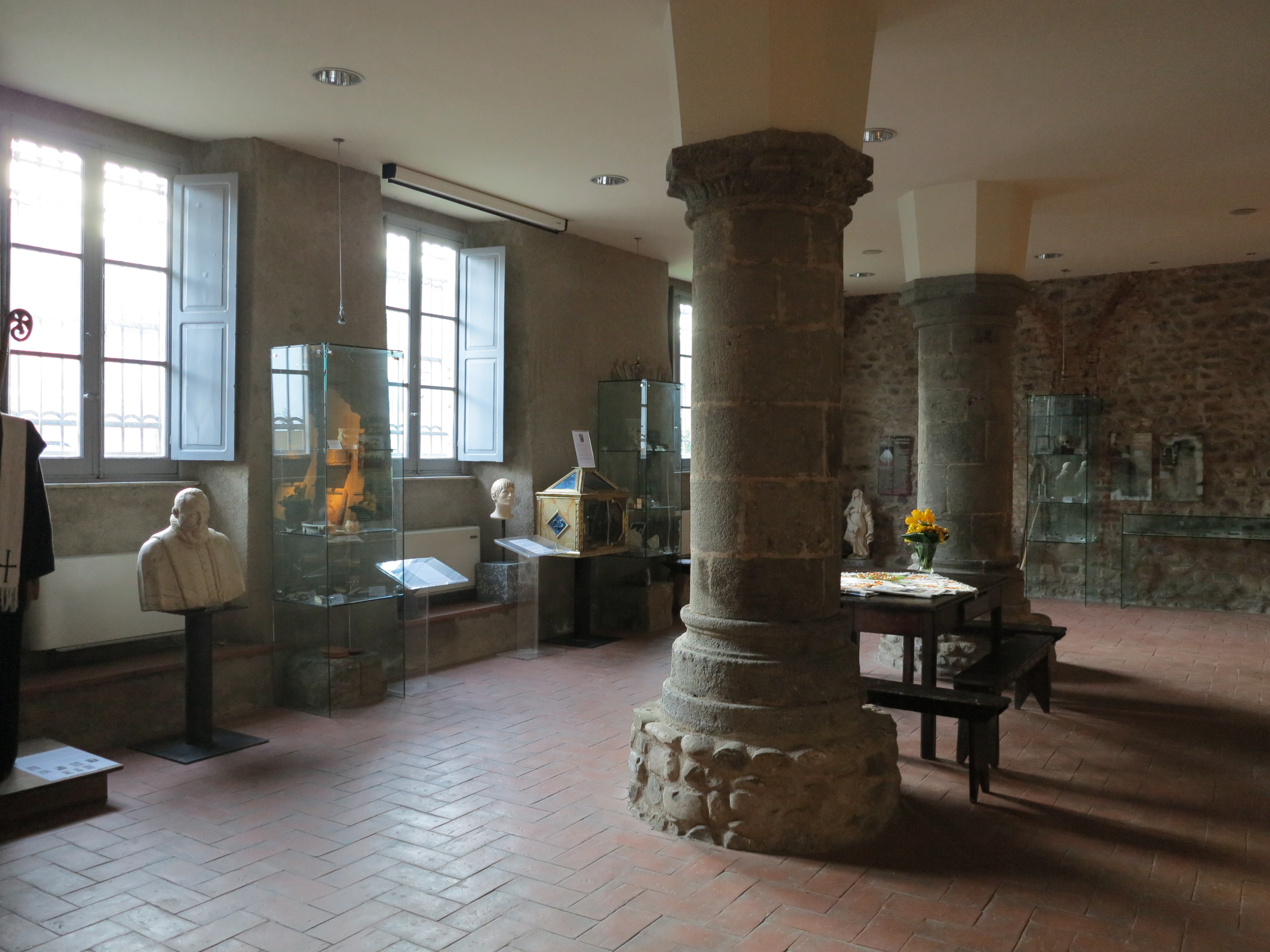
Interno del Museo di San Caprasio.

Il Museo di San Caprasio di Aulla si trova in provincia di Massa-Carrara.
Il museo, predisposto nell'Abbazia di San Caprasio (fondata dal marchese di Toscana Adalberto I nell'884), conserva i ritrovamenti dei recenti scavi archeologici e le reliquie di San Caprasio, ritrovate durante gli scavi del 2003, contenute in un rarissimo reliquiario in stucco, protetto da lastre di marmo sormontate da una copertura in tufo.
Inoltre nell'ambiente museale sono stati ricreati gli abiti medievali delle tre figure principali che frequentarono l'abbazia: l'abate, il monaco e il pellegrino. Inoltre vi sono esposti reperti dall'VIII secolo a.C., monete, ceramiche, capitelli e pietre scolpite, il pregiato portale, la fornace per campane del X secolo e il meraviglioso "Vangelo di Pietra".